# CeeDee Lamb
Pour les articles homonymes, voir Lamb.
(en) Statistiques sur pro-football-reference

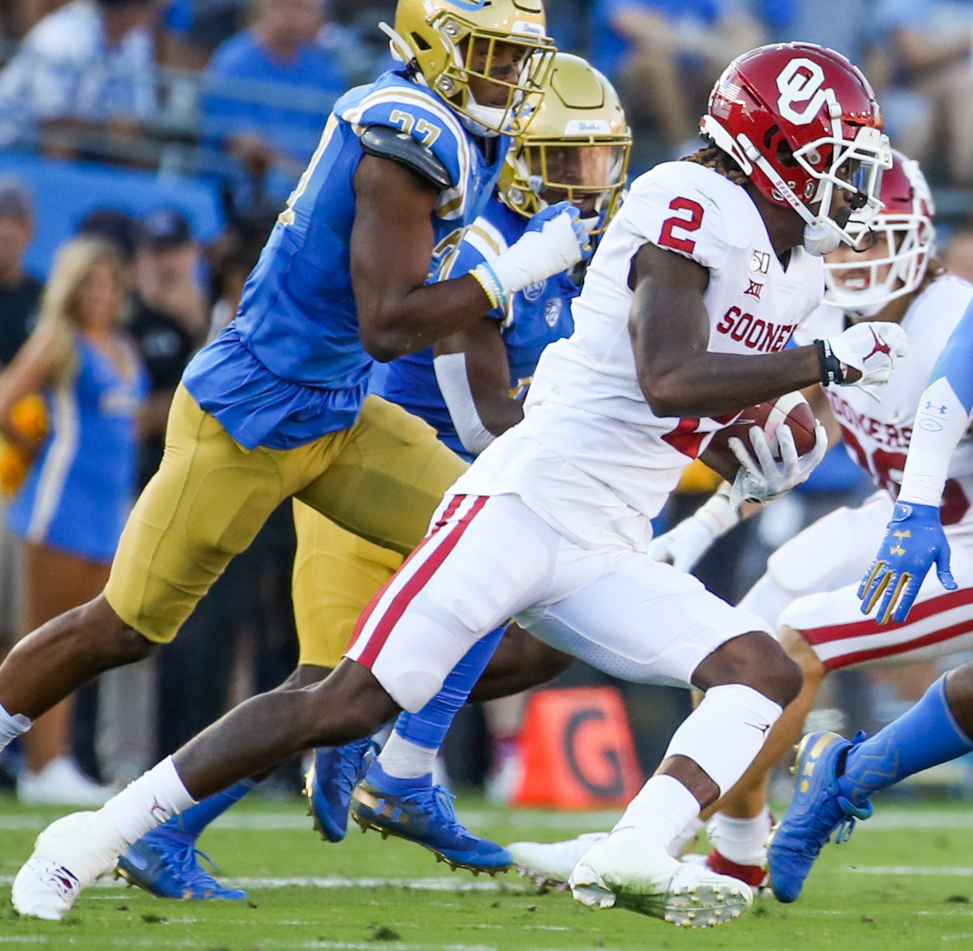
CeeDee Lamb (no 2) en 2019 sous le maillot des Sooners.

Cedarian Lamb, dit CeeDee Lamb, né le 8 avril 1999 à Opelousas en Louisiane, est un sportif professionnel américain de football américain.
Il évolue au poste de wide receiver dans la National Football League (NFL) depuis la saison 2020 pour la franchise des Cowboys de Dallas qui l'avait sélectionné en 17e choix global lors du premier tour de la draft 2020 de la NFL.
Au niveau universitaire, il a joué pendant trois saisons (2017-2019) pour les Sooners de l'université de l'Oklahoma dans la NCAA Division I Football Bowl Subdivision et sa Big 12 Conference. Reconnu par concensus, joueur All-American en 2019, il est sélectionné dans la deuxième équipe en 2018 et la première équipe en 2019 de la Big-12.

## Biographie

### Sa jeunesse
Lamb est né à Opelousas en Louisiane et a vécu à La Nouvelle-Orléans jusqu'à ce qu'en en 2005, à la suite des ravages subis par de l'ouragan Katrina, sa famille ne soit évacuée au Texas à Houston. Lamb intègre ensuite le collège John and Randolph Foster de Richmond au Texas où, lors son année junior, il inscrit 11 touchdowns et réussit 57 réceptions pour un gain cumulé de 1 082 yards.
Lors de son année senior en 2016, il effectue 98 réceptions pour un gain cumulé de 2 032 yards (4e meilleure performance de l'histoire de l'État), inscrivant 33 touchdowns en réception (égalant la 2e meilleure performance de l'État) et 3 touchdowns supplémentaires à la suite de retour de punt. Lamb et son équipier quarterback Alex Ramart permettent à son équipe d'obtenir un bilan final de 14 victoire pour 1 seule défaite en demi finale du championnat de l'État. Il est sélectionné dans les meilleurs joueurs du Texas (All-State) et se voit décerner les prix Houston Touchdown Club's Offensive Player of the Year et Houston Chronicle's All-Greater Houston Football Offensive Player of the Year,.
Lamb est considéré comme une recrue 4 étoiles par 247Sports.com, Rivals.com et ESPN. Il reçoit des offres de plusieurs universités dont celles d'Alabama et du Texas,,,. Il se lie finalement avec l'université de l'Oklahoma le 25 juillet 2016.

### Carrière universitaire
Lors de son année true freshman à Oklahoma en 2017, il a comme équipier au poste de quarterback, Baker Mayfield lequel sera recevra en fin de saison le Trophée Heisman. Il joue lors de 14 matchs, réussissant 46 réceptions (2e meilleur freshman de la saison) pour un gain cumulé de 807 yards (record freshman de son équipe) et 7 touchdowns (record freshman partagé de son équipe),,. Il établit le record de son équipe sur 1 match par un freshman au nombre de réceptions (9) et de gains cumulés (147 yards) et égalise le record de son équipe sur 1 match par un freshman au nombre de touchdowns inscrits (2 lors du match joué contre Texas Tech). IL est sélectionné par ESPN comme All-American en fin de saison
Lors de son année sophomore en 2018, il est équipier du quarterback Kyler Murray lequel gagnera également le  Trophée Heisman en fin de saison. Lamb est un joueur clé des Sooners qui accèdent au College Football Playoff et qui afficheront un bilan final de 12 victoires pour 2 défaites. Il joue les 14 matchs dont 13 comme titulaire, cumulant 65 réceptions, 1158 yards et 11 touchdowns (meilleure performance de son équipe). Il joue également comme punt returner réalisant 17 retours pour un gain cumulé de 218 yards (moyenne de 12,8-yard par retour (2e meilleure performance de la conférence Big 12). Il cumule également au moins 100 yards en réception lors de 5 matchs. Lamb et Marquise Brown deviennent la première paire de Wide receivers de l'histoire des Sooners à enregistrer 1 000 yards en réception sur une saison au cours de la même saison. Il établit sa meilleure performance en carrière avec 1 touchdown et 167 yards gagnés en 6 réceptions lors de la finale de la conférence Big 12 remportée 39–27 contre no 9 Texas. Contre les no 1 d'Alabama en demi finale du College Football Playoff (Orange Bowl 2018), il réussit une nouvelle meilleure performance avec 8 réceptions pour un gain de 109 yards et 1 touchdown.
Comme junior en 2019, son équipier au poste de quarterback est Jalen Hurts qui terminera 2e au Trophée Heisman en fin de saison. Lamb est sélectionné dans l'équipe type All-American en fin de saison avec un bilan de 62 réceptions, 1327 yards et 14 touchdowns. Sa moyenne de 21,4 yards par réception (sur minimum 50 réceptions) sur une saison est la meilleure performance de l'histoire d'Oklahoma. Il est finaliste pour le trophée Fred Biletnikoff Award (meilleur receveur universitaire)
. Il est désigné MVP de la finale de conférence Big 12 après y avoir gagné 173 yards lors de ses 8 réceptions (dont celle de 71 yards conclue par le premier touchdown du match) lors de la victoire 30–23 contre les no 7 de Baylor. Il comptabilise 4 réceptions pour un gain de 119 yards (dont une de 51 yards) lors de la demi finale du College Football Playoff jouée contre les no 1 de  LSU (Peach Bowl 2019).
Le 29 décembre, Lamb annonce qu'il renonce à son année senior car il a décidé de se présenter à la draft 2020 de la NFL
.

### Carrière professionnelle
| Taille             | Poids       | Bras           | Main          | Sprint   | Sprint   | Sprint   | Shuttle 20 yards | 3 cones drill | Détente        | Détente             | Développé couché | Test Wonderlic |
| Taille             | Poids       | Bras           | Main          | 40 yards | 10 yards | 20 yards | Shuttle 20 yards | 3 cones drill | verticale      | horizontale         | Développé couché | Test Wonderlic |
| 1,87 m (6 ft 1⅝in) | 90 kg ( lb) | 82 cm (32¼ in) | 23 cm (9¼ in) | 4,50 s   | -        | -        | -                | -             | 88 cm (34½ in) | 3,15 m (10 ft 4 in) | -                | -              |

Lamb est sélectionné par la franchise de Cowboys de Dallas en 17e choix global lors du 1er tour de la draft 2020 de la NFL. Il était le 3e wide receiver sélectionné après Henry Ruggs (Raiders de Las Vegas, 12e choix) et Jerry Jeudy (Broncos de Denver, 15e choix). Le 23 juillet 2020, Lamb signe un contrat de 4 ans avec Dallas pour un montant de 14,01 millions de $ dont 7,7 millions de $ de prime à la signature et une option de 5e année.

#### Saison 2020
Le 13 septembre 2020, Lamb fait ses débuts en NFL lors du match perdu 17 à 20 contre les Rams de Los Angeles à l'occasion du Sunday Night Football malgré ses 5 réceptions pour 59 yards cumulés. En 2e semaine contre les Falcons d'Atlanta, il réussit 6 réceptions pour un gain de 106 yards dont une de 24 yards amenant le field goal donnant la victoire 40 à 39 aux Cowboys. En 4e semaine contre les Browns de Cleveland, Lamb réussit 5 réceptions pour un gain de 79 yards et inscrit 2 touchdowns malgré la défaite 38 à 49
. Contre les Giants (rivaux de division) en 5e semaine, il devient la cible préférée de son quarterback et réceptionne 8 des 11 ballons qui lui sont destinés, pour un gain de 124 yards et une victoire 37 à 34
. En 9e semaine contre les Steelers de Pittsburgh (défaite 19-24), Lamb inscrit le 3e touchdown de sa saison. IL commet le premier fumble de sa carrière professionnelle. En 15e semaine contre les 49ers de San Francisco (victoire 41-33), Lamb totalise 5 réceptions pour un gain total de 85 yards. Il retourne sur 47 yards et en touchdown une tentative d'onside kick adverse. Contre les Eagles de Philadelphie en dernière semaine (victoire 37-17), Lamb réussit 3 réceptions pour un gain de 65 yards dont une de 52 yard terminée en touchdown. Il y ajoute 19 yards gagnés à la suite d'une course.

#### Saison 2021
Lors du premier match de la saison (défaite en déplacement 29 à 31 contre Tampa Bay, Lamb réussit cinq réceptions pour un gain total de 104 yards et un touchdown. En 5e semaine pour la victoire 44 à 20 contre les rivaux des Giants, il effectue quatre réceptions pour un gain cumulé de 84 yards et un touchdown auquel il faut ajouter un touchdown à la suite d'une course de 4 yards. La semaine suivante en déplacement chez les Patriots , il inscrit un touchdown de 35 yards pendant la prolongation donnant la victoire aux Cowboys (35-29). Il y totalise 9 réceptions pour un gain de 149 yards et 2 touchdowns. Lors du match en 16e semaine contre la Washington Football Team (victoire 56-14), il effectue 4 réceptions pour un gain de 66 yards dépassant pour la première fois de sa carrière les 1000 yards sur une saison. Il termine sa deuxième saison professionnelle avec 79 réceptions (premier de son équipe) pour un gain cumulé de 1 102 yards et six touchdowns (2e de son équipe à égalité) lors des 16 matchs disputés dont 13 en tant que titulaire,. Il est sélectionné pour participer à son premier Pro Bowl en remplacement de Cooper Kupp, ce dernier participant au Super Bowl LVI. Lamb a été classé 95e du Top 100 des joueurs NFL en 2022.

#### Saison 2022
Lors de la défaite en prolongation contre les Packers en 10e semaine, Lamb enregistre 11 réceptions pour un gain de 150 yards et 2 touchdowns. Contre Jacksonville en 15e semaine (défaite 34-40 en prolongation), il effectue sept réceptions pour un gain 126 yards. Contre Philadelphie la semaine suivante, il gagne 120 yards en 10 réceptions et inscrit deux touchdown (victoire 34-40).
Lamb termine la saison avec un bilan de 107 réceptions pour 1 359 yards et neuf touchdowns (en 17 joués en tant que titulaire. Il est désigné pour le Pro Bowl et nommé dans la deuxième équipe All-Pro par l'Associated Press. Lors de la victoire 31 à 14 en tour de wild card à Tampa Bay, il effectue quatre réceptions pour un gain de 68 yards et il inscrit le premier touchdown en série éliminatoire de sa carrière. Contre les 49ers en tour de division (défaite 12-19), il réceptionne 10 passes pour 117 yards.

#### Saison 2023
Après la victoire 35 à 41 contre les Giants en 10e semaine, Lamb devient le premier joueur de l'histoire de la NFL à réussir au moins 10 réceptions pour un gain supérieur à 150 yards lors de trois matchs consécutifs
Lors de la victoire 20 à 19 contre Détroit en 17e semaine, il enregistre 13 réceptions pour un gain cumulé de 227 yards. Il atteint ainsi 122 réceptions et 1651 yards gagnés en réception ce qui lui permet de battre le record de sa franchise détenu par Michael Irvin du plus grand nombre de réceptions et de yards gagnés en réception sur une saison.

#### Saison 2024
Entrant dans la cinquième année de son contrat rookie, Lamb a boycotté les entraînements volontaires de son équipe, le mini-camp obligatoire et le camp d'entraînement, désireux d'obtenir un nouveau contrat. Le 26 août 2024, Lamb signe un contrat de quatre ans pour un montant de 136 millions de dollars dont 100 sont garantis et incluant une prime à la signature de 38 millions de dollars, se liant ainsi avec les Cowboys jusqu'à la saison 2028.
Il est titulaire lors des 15 matchs qu'il joue en 2024, totalisant 101 réceptions pour un gain de 1 194 yards et six touchdowns. Il est sélectionné pour la quatrième fois au Pro Bowl et dans la 2e équipe All-Pro. Cependant, les Cowboys terminent la saison avec un bilan négatif de 7-10 et ne se qualifient pas pour la série éliminatoire.

## Statistiques

### Universitaires
| Année       | Équipe                | Statut      | MJ |     | Passes réceptionnées | Passes réceptionnées | Passes réceptionnées | Passes réceptionnées |       | Courses | Courses | Courses | Courses |  | Fumbles | Fumbles |
| Année       | Équipe                | Statut      | MJ | Nb. | Yards                | Moy.                 | TD                   | Nb.                  | Yards | Moy.    | TD      | Nb.     | Perdus  |  |         |         |
| 2017        | Sooners de l'Oklahoma | Fr.         | 13 | 46  | 807                  | 17,5                 | 7                    | 0                    | 0     | 0       | 0       | 0       | 0       |  |         |         |
| 2018        | Sooners de l'Oklahoma | So.         | 14 | 65  | 1 158                | 17,8                 | 11                   | 0                    | 0     | 0       | 0       | 0       | 0       |  |         |         |
| 2019        | Sooners de l'Oklahoma | Jr.         | 13 | 62  | 1 327                | 21,4                 | 14                   | 9                    | 20    | 2,2     | 1       | 0       | 0       |  |         |         |
| Totaux NCAA | Totaux NCAA           | Totaux NCAA | 40 | 173 | 3 292                | 19,0                 | 32                   | 9                    | 20    | 2,2     | 1       | 0       | 0       |  |         |         |

### Professionnelles
| Année      | Équipe            | MJ |                | Passes réceptionnées | Passes réceptionnées | Passes réceptionnées | Passes réceptionnées |                | Courses        | Courses        | Courses | Courses |  | Fumbles | Fumbles |
| Année      | Équipe            | MJ | Nb.            | Yards                | Moy.                 | TD                   | Nb.                  | Yards          | Moy.           | TD             | Nb.     | Perdus  |  |         |         |
| 2020       | Cowboys de Dallas | 16 | 074            | 0 935                | 12,6                 | 05                   | 10                   | 082            | 8,2            | 1              | 2       | 1       |  |         |         |
| 2021       | Cowboys de Dallas | 16 | 079            | 1 102                | 13,9                 | 06                   | 09                   | 076            | 8,4            | 0              | 0       | 0       |  |         |         |
| 2022       | Cowboys de Dallas | 17 | 107            | 1 359                | 12,7                 | 09                   | 10                   | 047            | 4,7            | 0              | 0       | 0       |  |         |         |
| 2023       | Cowboys de Dallas | 17 | 135            | 1 749                | 13,0                 | 12                   | 14                   | 113            | 8,1            | 0              | 3       | 2       |  |         |         |
| 2024       | Cowboys de Dallas | 15 | 101            | 1 194                | 11,8                 | 06                   | 14                   | 070            | 5,0            | 0              | 1       | 1       |  |         |         |
| 2025       | Cowboys de Dallas | ?  | Saison à venir | Saison à venir       | Saison à venir       | Saison à venir       | Saison à venir       | Saison à venir | Saison à venir | Saison à venir | ?       | ?       |  |         |         |
| Totaux NFL | Totaux NFL        | 81 | 496            | 6 339                | 12,8                 | 38                   | 57                   | 388            | 6,8            | 3              | 6       | 4       |  |         |         |

| Année      | Equipe            | MJ |     | Retour de kickoff | Retour de kickoff | Retour de kickoff | Retour de kickoff |       | Retour de punt | Retour de punt | Retour de punt | Retour de punt |
| Année      | Equipe            | MJ | Nb. | Yards             | Moy.              | TD                | Nb.               | Yards | Moy.           | TD             |                |                |
| 2020       | Cowboys de Dallas | 16 | 1   | 47                | 47,0              | 1                 | 24                | 172   | 7,2            | 0              |                |                |
| 2021       | Cowboys de Dallas | 16 | 0   | 0                 | 00,0              | 0                 | 14                | 139   | 9,9            | 0              |                |                |
| Totaux NFL | Totaux NFL        | 32 | 1   | 47                | 47,0              | 1                 | 38                | 311   | 8,2            | 0              |                |                |

| Année      | Équipe            | MJ |     | Passes réceptionnées | Passes réceptionnées | Passes réceptionnées | Passes réceptionnées |       | Courses | Courses | Courses | Courses |  | Fumbles | Fumbles |
| Année      | Équipe            | MJ | Nb. | Yards                | Moy.                 | TD                   | Nb.                  | Yards | Moy.    | TD      | Nb.     | Perdus  |  |         |         |
| 2021       | Cowboys de Dallas | 1  | 01  | 021                  | 21,0                 | 0                    | 1                    | 05    | 5,0     | 0       | 0       | 0       |  |         |         |
| 2022       | Cowboys de Dallas | 2  | 14  | 185                  | 13,2                 | 1                    | 2                    | 06    | 3,0     | 0       | 0       | 0       |  |         |         |
| 2023       | Cowboys de Dallas | 1  | 09  | 110                  | 12,2                 | 0                    | 1                    | 05    | 5,0     | 0       | 0       | 0       |  |         |         |
| Totaux NFL | Totaux NFL        | 3  | 24  | 316                  | 13,2                 | 1                    | 4                    | 16    | 4,3     | 0       | 0       | 0       |  |         |         |

## Records et trophées
- Sélections :
  - Équipe type All-Pro en 2023 ;
  - Deuxième équipe All-Pro en 2022 et 2024 ;
  - Pro Bowl à l'issue des saisons 2021, 2022, 2023 et 2024.

- Records NFL :
  - Plus grand nombre de matchs successifs avec 10 réceptions avec au moins 150 yards gagnés sur une saison : 3 matchs en 2023 ;
  - Plus grand nombre de matchs à plus de 11 réceptions sur une saison : 7 matchs en 2023.

- Record de la franchise des Cowboys de Dallas :
  - Plus grand nombre de réceptions sur la saison : 135 en 2023 ;
  - Plus grand nombre de yards gagnés en réception : 1 749 en 2023.